# 高邮路
高邮路，元朝时设置的路。
至元十四年（1277年）改高邮军置，治所在高邮县（今江苏省高邮市）。辖境相当今江苏省高邮、宝应、金湖、兴化等市县地。二十年改为高邮府。